# Flavio Gioia
Flavio Gioia ( Amalfi, entre el 1250 y el 1300 – Amalfi,...) habría sido, según la tradición, un inventor y navegante italiano que vivió entre los siglos XIII y XIV, a quien se le atribuye la invención o el perfeccionamiento de la brújula.

## Semblanza
Gioia habría nacido en Amalfi o en Positano, en la segunda mitad del siglo XIII. Alrededor del año 1300 podría haber inventado o perfeccionado la brújula (inventada por los chinos, y adoptada por los navegantes árabes, venecianos y por los propios amalfitanos).
Es remarcable que Marco Polo, a su vuelta de oriente en el 1295, pudo haber contribuido a difundir el conocimiento de los dispositivos magnéticos para la navegación utilizados por los chinos y por los pueblos de Asia que visitó.
La tradición que atribuye este descubrimiento a Flavio Gioia figura en la inscripción de la estatua erigida en su honor en Amalfi como "inventor de la brújula".

## Revisión histórica

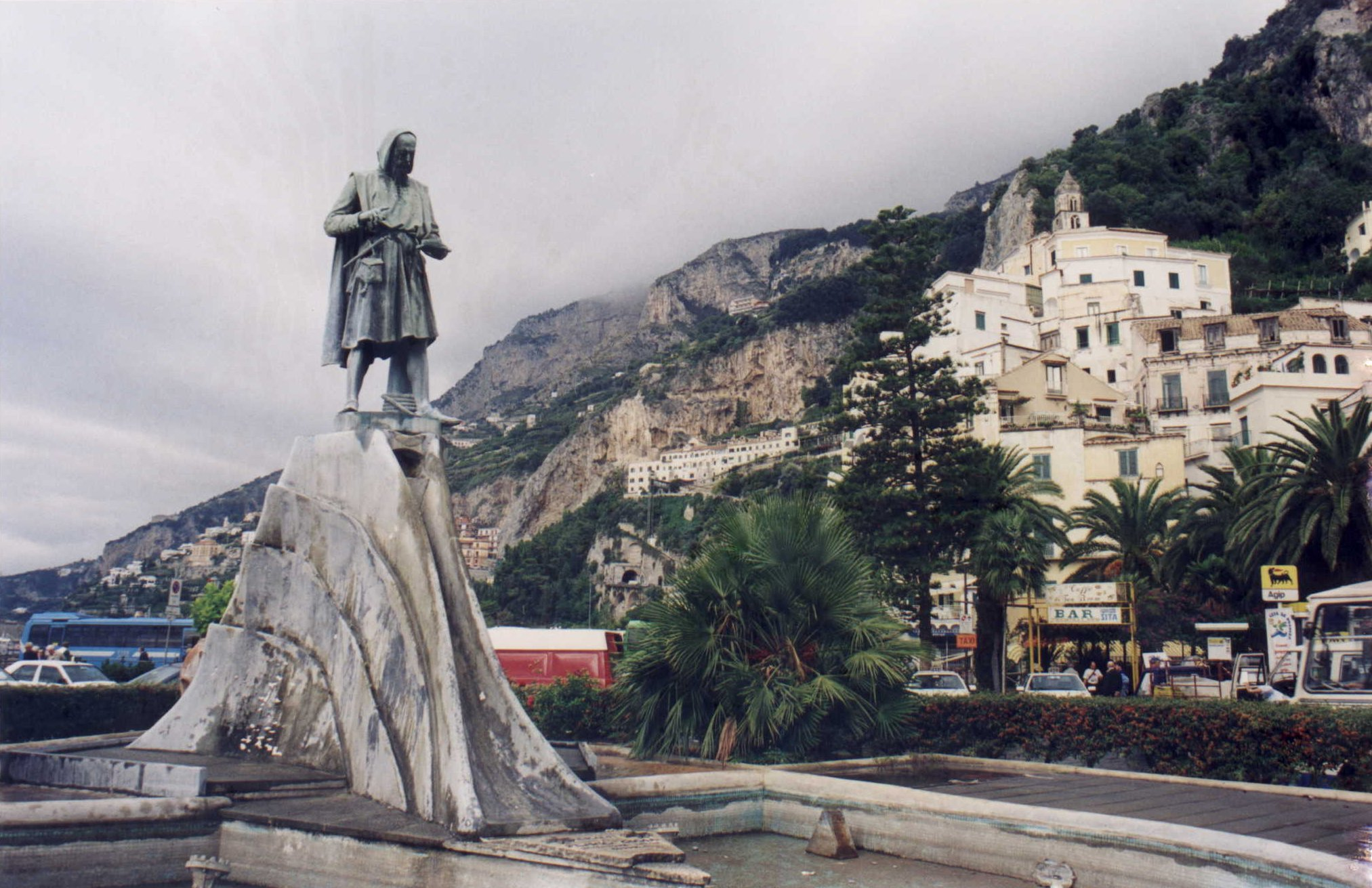
Estatua de Flavio Gioia en la plaza en Amalfi, obra de Alfonso Balzico

Sin embargo, investigaciones históricas recientes, llevan a pensar que Flavio Gioia posiblemente nunca existió. Según una reconstrucción verosímil, el origen de la leyenda de Gioia está unido al testimonio del humanista Flavio Biondo, que había atribuido a los amalfitanos la invención de la brújula. En el año 1511, otro humanista, Giovanni Battista Pio, en su obra In Carum Lucretium poëtam Commentarii, reproducía la información de Flavio Biondo en estos términos: Amalphi en Campania veteris magnetis usus inventus a Flavio traditur. La interpretación del texto latino es sin embargo ambigua, en cuanto a que el complemento de agente a Flavio, que en las intenciones del autor va leído en adición de traditur (es decir: El uso de la brújula fue inventado en Amalfi de Campania dicho ha sido por Flavio), puede sin embargo estar referido también al participio pasado inventus, obteniéndose entonces: El uso de la brújula fue inventado en Amalfi de Campania por Flavio dicho ha sido. Esta segunda lectura, perfectamente lícita sobre la estructura gramatical original de la frase, lo convierte en el inventor de la brújula. Así, Lilio Gregorio Giraldi, en su obra De Re Nautica (1540), atribuye la invención de la brújula a un tal "Flavio de Amalfi": a esta información, el historiador napolitano Scipione Mazzella añadió (no se sabe el porqué) que "Flavio" habría nacido en la localidad de Gioia del Colle (Apulia).
La historiadora italiana Clara Frugoni, en una detalladísima investigación, ha demostrado definitivamente la inexistencia de Flavio Gioia, resolviendo cada posible duda. En la emisión del programa Superquark del 7 de agosto de 2008, el historiador Alessandro Barbero hizo una referencia al estudio de Clara Frugoni, confirmando sus conclusiones.

## Eponimia
- El cráter lunar Gioja (tal como se transcribe en inglés) lleva este nombre en su memoria.